# Индрус (погост)
Индрус — исчезнувший погост в Вязниковском районе Владимирской области России.

## География
Урочище находится в северо-восточной части области, в зоне хвойно-широколиственных лесов, в пределах Волжско-Окского междуречья, на левом берегу реки Сураж (Индрусски) (правый приток Индруса), к западу от автодороги 17Н-1, на расстоянии 27 километров (по прямой) к югу от города Вязники, административного центра района.

### Климат
Климат характеризуется как умеренно континентальный. Средняя температура воздуха самого холодного месяца (января) — −11,1 °C (абсолютный минимум — −48 °С), средняя максимальная температура воздуха (июля) — +23,3 °С (абсолютный максимум — +37 °С). Годовое количество атмосферных осадков составляет около 607 мм, из которых 413 мм выпадает в период с апреля по октябрь.

## История
В «Списке населенных мест Владимирской губернии по сведениям 1859 года» населённый пункт упомянут как погост Гороховецкого уезда, расположенный в 50 верстах от уездного города. В погосте насчитывалось 4 двора и проживало 16 человек (7 мужчин и 9 женщин).
По состоянию на 1905 год, в Индрусе имелось 6 дворов и проживало 22 человека. В административном отношении погост входил в состав Сергиевской волости.

## Богородице-Рождественская церковь
Действовала православная церковь во имя Рождества Пресвятой Богородицы, которая упоминается уже в источниках 1628 года. В 1762—1773 годах вместо обветшавшей старой была построена новая церковь, освящённая в честь того же праздника и сгоревшая в пожаре 1878 году. В том же году был возведён новый деревянный однопрестольный Богородице-Рождественский храм. В 1898 году к приходу храма относилось 3620 человек, проживавших в 13 окрестных селениях. Действовали две церковно-приходские школы, находившиеся в деревнях Новая Дикая Рамень и Микляево.